# Седерчепінг (комуна)
Комуна Седерчепінг (швед. Söderköpings kommun) — адміністративно-територіальна одиниця місцевого самоврядування, що розташована в лені Естерйотланд у центральній Швеції. Зі сходу омивається водами озера Балтійського моря.
Седерчепінг 151-а за величиною території комуна Швеції. Адміністративний центр комуни — місто Седерчепінг.

## Населення
Населення становить 14 105 чоловік (станом на вересень 2012 року). 
| Кількість населення комуни Седерчепінг за 1970-2010 роки | Кількість населення комуни Седерчепінг за 1970-2010 роки | Кількість населення комуни Седерчепінг за 1970-2010 роки | Кількість населення комуни Седерчепінг за 1970-2010 роки | Кількість населення комуни Седерчепінг за 1970-2010 роки |
| -------------------------------------------------------- | -------------------------------------------------------- | -------------------------------------------------------- | -------------------------------------------------------- | -------------------------------------------------------- |
| Рік                                                      |                                                          |                                                          | Населення                                                |                                                          |
| 1970                                                     | 1970                                                     |                                                          | 9 639                                                    | 9 639                                                    |
| 1975                                                     | 1975                                                     |                                                          | 10 338                                                   | 10 338                                                   |
| 1980                                                     | 1980                                                     |                                                          | 11 467                                                   | 11 467                                                   |
| 1985                                                     | 1985                                                     |                                                          | 12 339                                                   | 12 339                                                   |
| 1990                                                     | 1990                                                     |                                                          | 13 351                                                   | 13 351                                                   |
| 1995                                                     | 1995                                                     |                                                          | 13 911                                                   | 13 911                                                   |
| 2000                                                     | 2000                                                     |                                                          | 13 936                                                   | 13 936                                                   |
| 2005                                                     | 2005                                                     |                                                          | 14 025                                                   | 14 025                                                   |
| 2010                                                     | 2010                                                     |                                                          | 14 024                                                   | 14 024                                                   |
| Джерело: SCB                                             |                                                          |                                                          |                                                          |                                                          |

## Населені пункти
Комуні підпорядковано 5 міських поселень (tätort) та низка сільських, більші з яких:
- Седерчепінг (Söderköping)
- Мугата (Mogata)
- Сневельторп (Snöveltorp)
- Вестра-Гусбю (Västra Husby)
- Естра-Рид (Östra Ryd)
- Боттна (Bottna)
- Рамсдаль (Ramsdal)

## Галерея

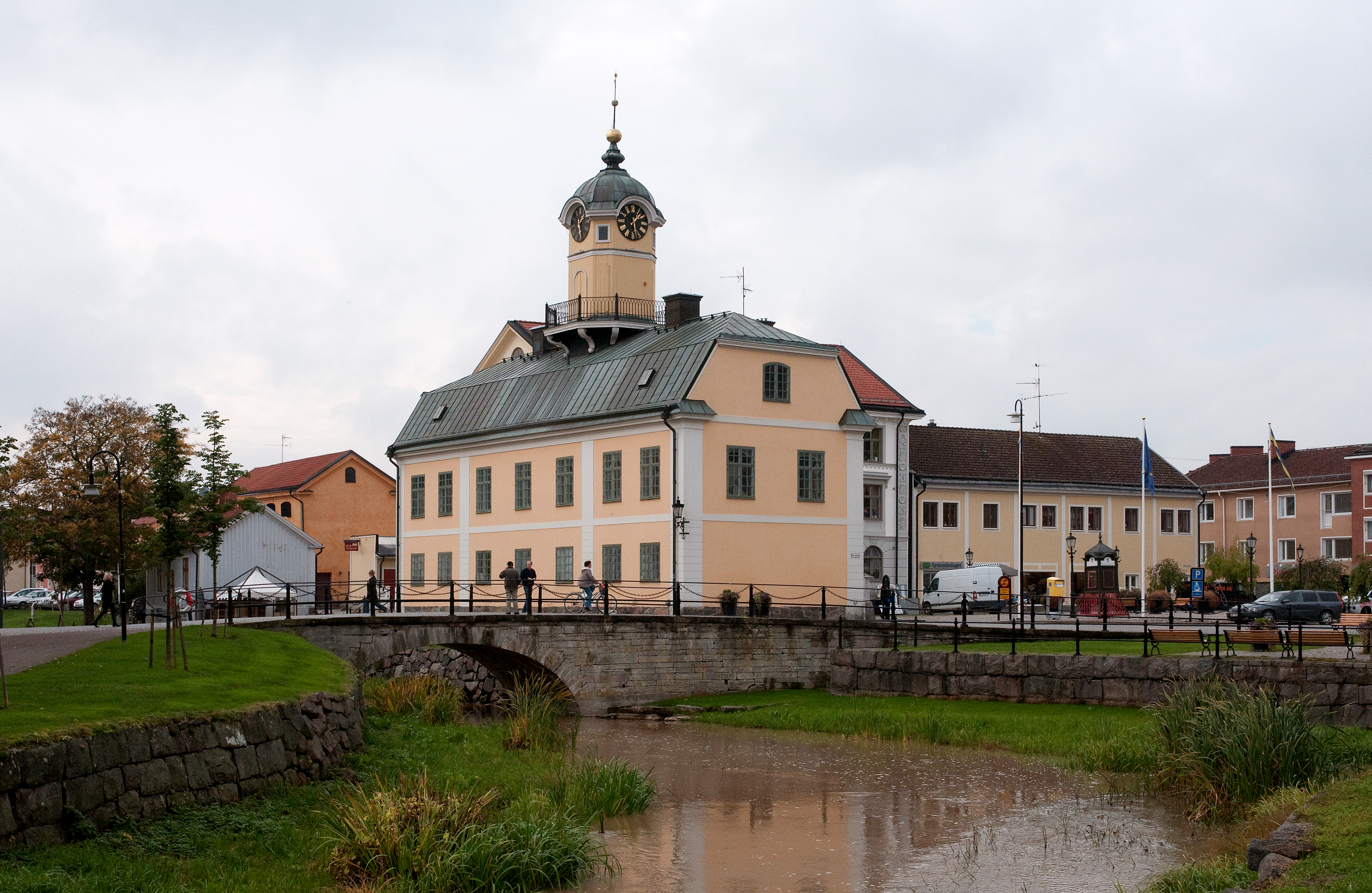
Ратуша (Седерчепінг)
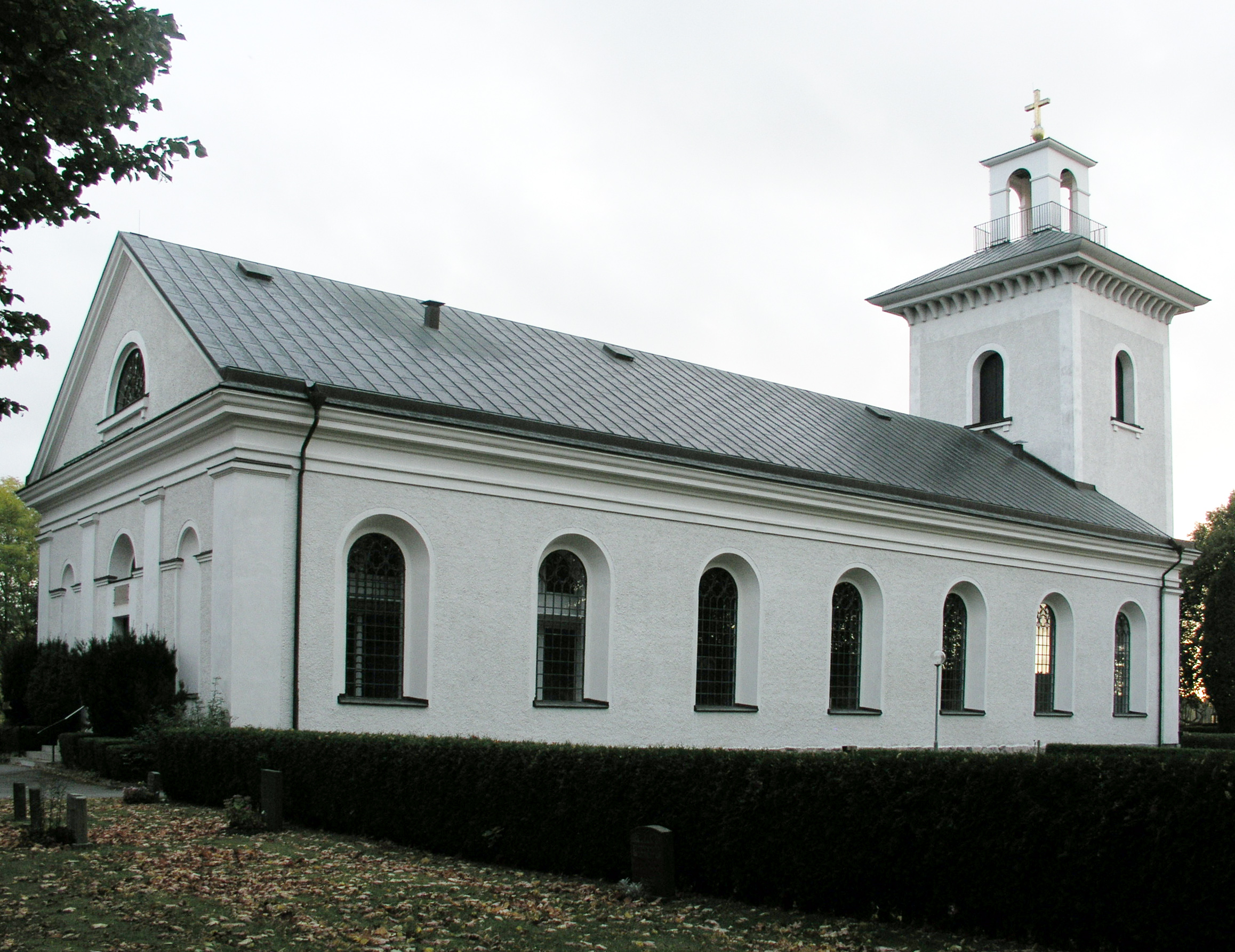
Церква (Вестра-Гусбю)
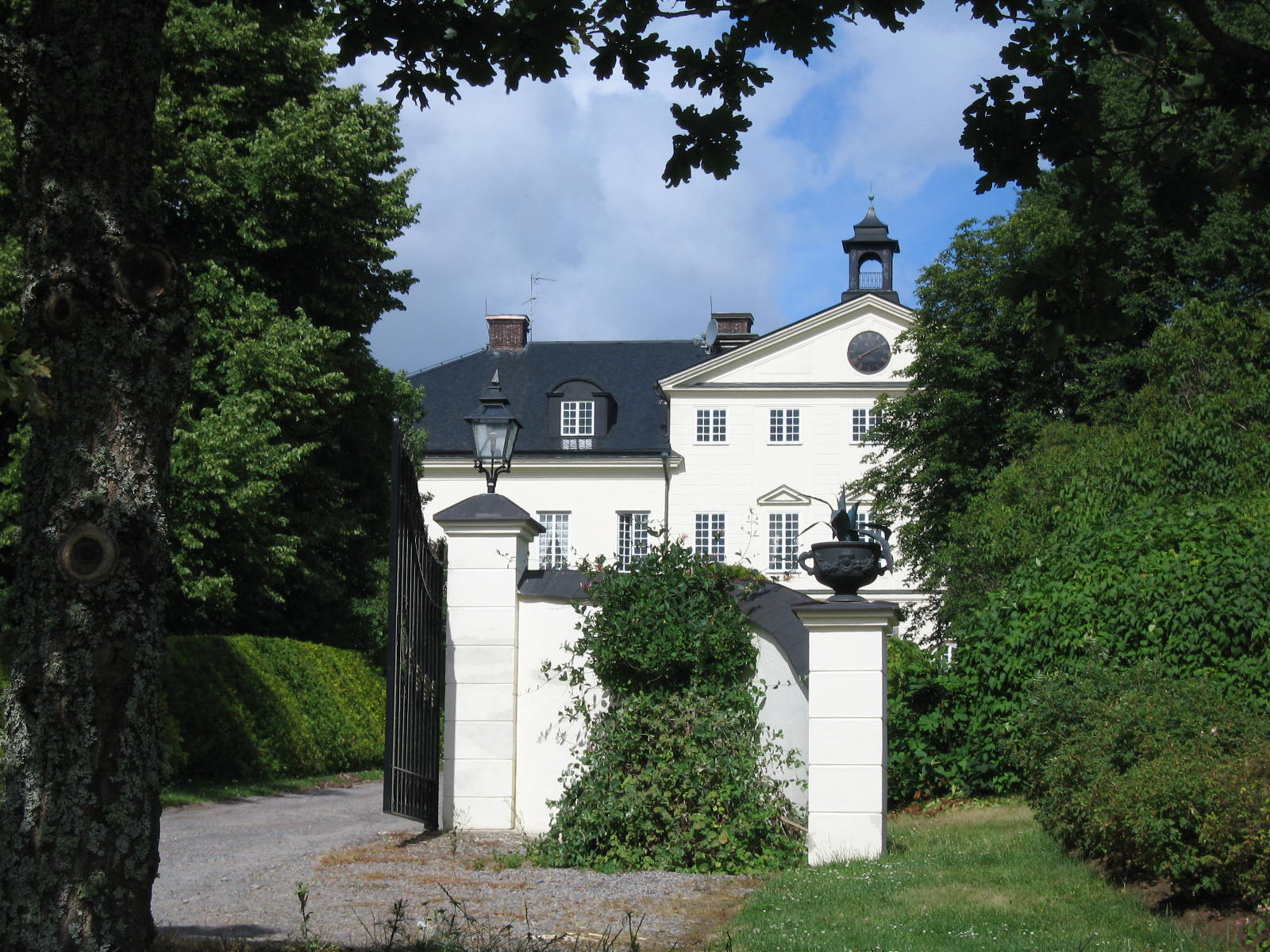
Стегеборг

## Виноски
1. ↑  Andersson P. Sveriges kommunindelning 1863-1993 — Mjölby: Draking, 1993. — 132 с. — ISBN 978-91-87784-05-7
2. ↑  Folkmangd i riket, lan och kommuner (шв.) . Центральне бюро статистики Швеції. Архів оригіналу за 20 серпня 2013. Процитовано 16 лютого 2013.